# Klaus Schonz
Klaus Schonz (* 21. November 1940 in Gelsenkirchen; † 13. April 2003 in Neuss) war ein deutscher Fußballspieler, der als Torwart des VfR Neuss in den Jahren 1966 bis 1972 in der Regionalliga West 160 Spiele absolviert hat.

## Laufbahn

### Amateur / Oberliga West / Verbandsliga Niederrhein, bis 1966
In der Saison 1960/61 gewann das 20-jährige Torhütertalent Klaus Schonz mit seinem Verein VfR 06 Neuss die Meisterschaft in der Landesliga Grevenbroich-Neuss und damit den Aufstieg in die Verbandsliga Niederrhein. Seine dabei gezeigten Leistungen brachten ihm eine Nominierung für die deutsche Fußballnationalmannschaft der Amateure ein. Am 1. Juni 1961 hütete er das Tor der DFB-Mannschaft beim Länderspiel in Oberhausen gegen Holland. Die Mannschaft um Spielführer Heinz Höher gewann die Begegnung mit 5:3 Toren. Die DFB-Amateure trugen nur dieses Spiel im Jahre 1961 aus.
Zur Runde 1961/62 wechselte Klaus Schonz in die Oberliga West zum FC Schalke 04. Trainer Georg Gawliczek brachte das Talent aus Neuss in der Vorrunde nur am 11. Spieltag, den 29. Oktober 1961, beim Heimspiel gegen Alemannia Aachen zum Einsatz. Gawliczek vertraute auf den Routinier Josef Broden und der Erfolg gab ihm recht: Schalke holte die Vizemeisterschaft und zog dadurch in die Endrunde um die deutsche Meisterschaft 1962 ein. Im Februar 1962 konnte Schonz nochmals in den Ligaspielen gegen Marl-Hüls und Sodingen sein Können unter Beweis stellen. Im letzten Jahr der Oberliga-Ära 1962/63 kam mit Horst Mühlmann eine neue Nummer eins nach Schalke und Schonz kam wieder nur auf zwei Einsätze. Nach zwei Runden bei Schalke 04, mit fünf Oberligaspielen, kehrte der Torhüter wieder nach Neuss in die Verbandsliga Niederrhein zurück.

### Regionalliga West, 1966 bis 1972
Mit den Grün-Weißen vom VfR Neuss landete Klaus Schonz in den ersten zwei Runden nach seiner Rückkehr auf dem fünften bzw. dem vierten Platz in der Verbandsliga Niederrhein. Seine Leistungen brachten ihm nach einer vierjährigen Pause die zweite Einladung zur Amateurnationalmannschaft ein. Am 2. Juni 1965 spielte der Schlussmann aus Neuss beim Länderspiel der DFB-Amateure in Winschoten gegen Holland im deutschen Tor. Spielführer Gerhard Neuser erzielte zwei Treffer beim 4:2-Erfolg und die Verteidiger Erhard Ahmann und Heinz Wittmann waren Eckpfeiler der Defensive um Torhüter Schonz.
In der Runde 1965/66 holte die Mannschaft von Trainer Willi Koll die Verbandsligameisterschaft und in der Aufstiegsrunde setzte man sich gegen die Konkurrenten Hammer SVg, SSV Hagen und Bonner SC durch und hatte damit den Aufstieg in die Regionalliga West erreicht. Der Aufsteiger vom Stadion an der Hammer Landstraße nahm den Elan des Aufstiegs mit und landete am Rundenende auf Platz acht. Wesentlich hatte dazu der reaktionsschnelle Torhüter Klaus Schonz, Ausputzer Josef Kokesch und der routinierte Torjäger Ulrich Kohn beigetragen. In die Annalen des VfR ging dann das Saisoneröffnungsspiel der Runde 1967/68 ein. Bundesligaabsteiger Fortuna Düsseldorf eröffnete die Regionalligarunde am 13. August 1967 in Neuss. Zur Halbzeit stand es vor 13.000 Zuschauer standesgemäß 1:3 für die klar favorisierte Fortuna. In einer tollen zweiten Spielhälfte erzielte Mittelstürmer Kohn in der 77. Minute den 5:4-Siegtreffer für Neuss.
Mit dem neuen Trainer Manfred Krafft konnte Neuss 1969 und 1970 jeweils den neunten Rang belegen, aber die Abgänge von Werner Tenbruck und Robert Begerau machten sich dann doch bemerkbar. Im Sommer 1972 stieg Neuss aus der Regionalliga West ab, Torhüter Schonz und Libero/Ausputzer Kokesch setzten ihre Karriere beim VfR fort. Bis zur Runde 1977/78 stand die Neusser Torwart-Legende noch im VfR-Tor in der Verbandsliga Niederrhein. Als dann durch die Einführung der Amateur-Oberliga Nordrhein Neuss in die Landesliga abrutschte, beendet der Routinier mit 37 Jahren seine aktive Spielerkarriere.

## Sonstige Aktivität
Als Jugendtrainer beim VfR 06 Neuss brachte er u. a. die späteren Bundesligaspieler Wolfgang Funkel, Hans-Jörg Criens und Günter Thiele heraus. In den 80er Jahren trainierte er die 1. Mannschaft beim VfR 06 Neuss. Bis zur Saison 1992/93 war Klaus Schonz beim VfR 06 Neuss noch als Jugend- und Torwarttrainer aktiv.